# Rohbogen
Rohbogen ist ein Fachbegriff aus der Buchherstellung. Er bezeichnet das in Stapeln aus der Druckmaschine kommende fertig bedruckte Papier, das danach in der Buchbinderei weiterverarbeitet wird. Der beidseitig bedruckte, aber noch unbeschnittene Rohbogen wird auch als Druckbogen oder einfach nur als Bogen bezeichnet.
Je nach Papierformat der Rohbogen ergibt ein Bogen nach dem Falzen eine festgelegte Anzahl (bis heute meist 16) Seiten. Größere Druck- und Bindemaschinen können auch größere Formate verarbeiten; entsprechend mehr Seiten befinden sich dann auf dem Bogen.

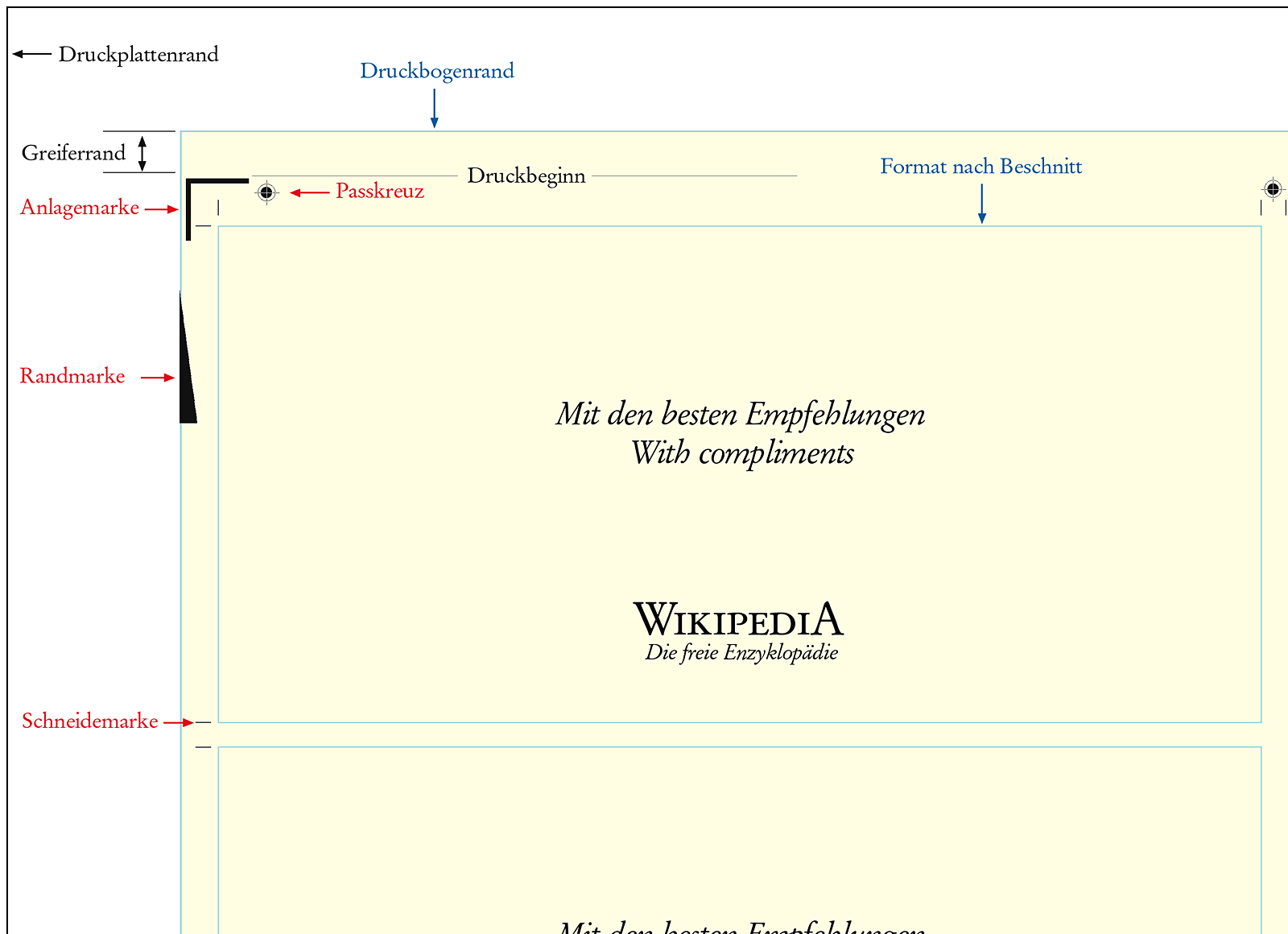
Anlagemarke und andere druckspezifische Marken

Der Rohbogen sollte zur besseren Weiterverarbeitung – neben dem eigentlichen Text – folgende aufgedruckte Informationen enthalten: 
- Anlagemarke
- Flattermarken
- Falzmarken
- Schneidemarken
- Passkreuze
- Farbkontrollstreifen
- Bogensignatur.

Als Nutzen oder Nutzenzahl wird die Anzahl der Exemplare bezeichnet, die aus einem Druckbogen herausgeschnitten werden.